# Beijing Watch Factory
Beijing Watch (en chino simplificado, 北京手表厂) es una empresa relojera ubicada en Pekín, República Popular China. Fundada en 1958, es productora de relojes, mecanismos y componentes de alta gama.
En octubre de 2016, el fabricante de relojes Fiyta, con sede en Shenzhen, se hizo cargo de la propiedad de Beijing Watch.